# África do Sul nos Jogos Olímpicos de Verão de 1992
A África do Sul participou dos Jogos Olímpicos de Verão de 1992 em Barcelona, na Espanha. O país estreou nos Jogos em 1904 e em Barcelona fez sua 17ª apresentação.

## Medalhas
| Atleta                     | Esporte   | Evento            | Medalha |
| -------------------------- | --------- | ----------------- | ------- |
| Elana Meyer                | Atletismo | 10.000m feminino  | Prata   |
| Wayne Ferreira Piet Norval | Tênis     | Duplas masculinas | Prata   |